# Naftopidil
Naftopidil (Flivas) je antihipertenziv koji deluje kao selektivni antagonist α1-adrenergičkog receptora ili alfa blokator.